# Disturbi di personalità (Jacopo Ratini)
Disturbi di personalità è il secondo album di Jacopo Ratini, pubblicato il 17 maggio 2013.
Esso si compone di undici canzoni, scritte dallo stesso interprete, e ne sono stati estratti 4 singoli.

## Tracce
1. Sei distante – 3:31 (Ratini)
2. Maledetto il tempo – 3:02 (Ratini)
3. Come mai come – 4:07 (Ratini)
4. Disturbi di personalità – 3:03 (Ratini)
5. Ogni mio passo – 4:16 (Ratini)
6. Ogni tuoi ventotto giorni – 3:21 (Ratini)
7. Buonanotte a te – 3:31 (Ratini)
8. Arrivederci a mai più – 3:21 (Ratini)
9. Come ti pare – 3:47 (Ratini)
10. Perditempo – 3:17 (Ratini)
11. Mi sono innamorato del tuo nome purtroppo – 3:28 (Ratini)

Durata totale: 38:44

## Formazione
- Jacopo Ratini
- Alberto Lombardi
- Michele Amadori (pianoforte in Ogni mio passo)